# Mise en œuvre
 (septembre 2021).
Si vous disposez d'ouvrages ou d'articles de référence ou si vous connaissez des sites web de qualité traitant du thème abordé ici, merci de compléter l'article en donnant les références utiles à sa vérifiabilité et en les liant à la section « Notes et références ».
La mise en œuvre est le fait de mettre en place un projet.

## Ingénierie et informatique
En ingénierie et plus particulièrement en informatique, la mise en œuvre désigne la création d’un produit fini à partir d’un document de conception, d’un document de spécification, voire directement depuis une version originelle ou un cahier des charges.
L’utilisation de l’anglicisme « implémentation », de l'anglais to implement, est courante (et acceptée). 
La mise en œuvre doit répondre à des contraintes qui lui sont propres et qui ne sont généralement pas toutes explicites dans les documents précités :
- le coût ;
- le temps de mise en œuvre ;
- les performances ;
- la fiabilité.

Plus techniquement, on peut citer :
- la généricité ;
- la modularité ;
- la portabilité ;
- la maintenabilité ;
- la compatibilité avec des variations d'environnement matériel ou logiciel.

Certains concepts particuliers, de par leur complexité ou leurs exigences matérielles, fait qu’il n’en existe pas de mise en œuvre satisfaisante pendant une longue période. Des exemples classiques sont les compilateurs Ada, le microprocesseur Intel iAPX 432 ou le système d'exploitation Multics. Des exemples plus contemporains sont le support du standard C++ par les logiciels de développement ou des langages HTML 4 et CSS 2 par les navigateurs web.